# Jorge Chagas

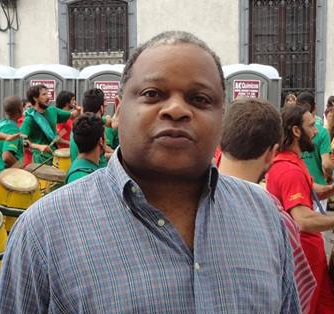
Jorge Chagas, 2015

Jorge Chagas (* 10. Dezember 1957 in Montevideo, Uruguay) ist ein uruguayischer Journalist, Historiker und Schriftsteller.
Chagas, der an der Universidad de la República Politikwissenschaften studierte, war als Journalist für die Wochenzeitungen Alternativa und Aquí sowie bei der Zeitschrift Tres und der Tageszeitung El Observador tätig. Beim Radiosender CX 28 Radio Imparcial gehörte er, zuständig für den historischen Bereich, zum Team der Sendung Vale por 7.
Chagas ist seit 1997 Mitglied des Literatur-Workshops Ruben D’Alba. Sein schriftstellerisches Wirken erstreckt sich unter anderem auf Arbeiten über die Geschichte des Gewerkschaftswesens. 2001 erschien mit La Soledad del General sein erster Roman, 2007 folgte mit Gloria y Tormento ein solcher über den Fußballspieler José Leandro Andrade. Dieser Roman wurde im Folgejahr durch die Comparsa Yambo Kenia musikalisch umgesetzt und gewann damit den Ersten Preis des Karnevals in ihrer Kategorie.
Auch fanden seine Texte Verwendung in diversen Werken wie 1995 in Cuentos de Verano, 1998 in Pelota de Papel, 2000 in La sombra del agua und 2002 in El cuento uruguayo.
Chagas wurde mehrfach ausgezeichnet, darunter 2003, 2009 und 2010 jeweils mit dem Nationalen Literaturpreis (Premio Nacional de Literatura).

## Veröffentlichungen (Auszug)
- 1996: José d'Elía. Memorias de la Esperanza, gemeinsam mit Gustavo Trullén
- 2001: La Soledad del General, Roman
- 2005: Pacheco. La trama oculta del poder, Essay, gemeinsam mit Gustavo Trullén
- 2006: El sindicalismo uruguayo, in Co-Autorenschaft mit Universindo Rodríguez, Silvia Visconti und Gustavo Trullén[2]
- 2007: Gloria y Tormento, Roman, erschienen bei Rumbo Editorial
- Banco La Caja Obrera. Una Historia, gemeinsam mit Gustavo Trullén
- Guillermo Chifflet: El Combate de la Pluma, gemeinsam mit Gustavo Trullén

## Auszeichnungen (Auszug)
- Dritter Preis beim Geschichten-Wettbewerb der Fundación Banco de Boston über den organisierten Fußball
- 1996: Besondere Erwähnung beim Geschichten-Wettbewerb der Asociación de Bancarios del Uruguay[3]
- 2003: Nationaler Literaturpreis und  Ehrenerwähnung beim Premio Municipal de Literatura mit seinem Werk Gloria y Tormento La Novela de José Leandro Andrade
- 2004: Erster Preis beim Geschichten-Wettbewerb der Fundación Banco de Boston - Club de Leones
- Ehrenerwähnung für Pacheco: La Trama Oculta del Poder in der Sparte "unveröffentlichtes historisches Essay"
- 2009: Nationaler Literaturpreis in der Sparte "unveröffentlichtes historisches Essay" mit seinem in Co-Autorenschaft mit Gustavo Trullén entstandenen Banco La Caja Obrera. Una Historia.
- 2010: Nationaler Literaturpreis  in der Sparte "unveröffentlichtes historisches Essay" für Guillermo Chifflet: El Combate de la Pluma